# Ferden
Ferden is een gemeente en plaats in het Lötschental, in Zwitserse kanton Wallis, en maakt deel uit van het district Westlich Raron.
Ferden telt 254 inwoners. 
Bij Ferden ligt sinds 1975 een 1 km lang en 10,6 hectare groot stuwmeer op de Lonza. De waterkrachtcentrale van Kraftwerk Lötschen AG produceert hier dankzij een opvoerhoogte van ca. 660 m en een expansiewatervolume van 21,5 m³/s gemiddeld 330 GWh elektriciteit per jaar.
Binnen deze gemeente ligt het dorp Goppenstein bij de ingang van de Lötschbergtunnel.